# Tauberrettersheim
Tauberrettersheim là một đô thị tại huyện Würzburg bang Bayern, Đức.